# Giao hưởng số 7 (Dvořák)
Giao hưởng số 7, cung Rê thứ, Op.70, B.141 là bản giao hưởng của nhà soạn nhạc người Séc Antonín Dvořák. Ông sáng tác bản giao hưởng này vào năm 1884. Nó được viết tặng cho Hội Khuyến nhạc Anh. Bản giao hưởng này được trình diễn lần đầu tiên vào năm 1885.